# Hadj Abdelkader Ould El Bey
Hadj Abdelkader Ould El Bey (en arabe : حاج عبد القادر ولد الباي) est un footballeur international algérien né le 23 juin 1936 à Mostaganem et mort le 3 juillet 2014. Il évoluait au poste d'arrière droit.

## Biographie
Hadj Abdelkader Ould El Bey reçoit huit sélections en équipe d'Algérie entre 1963 et 1968.
En club, il joue notamment en faveur de son club formateur, l'ES Mostaganem, où il évolue pendant onze saisons.
Hadj Abdelkader Ould Bey dit Kadi une figure marquante du football algérien, un des plus beaux monuments que Mostaganem ait pu enfanter, né le 23 juin 1936 à Tigditt. Sa première licence était à l'ESM, en 1949 il faisait partie de la catégorie des minimes, puis accéda successivement en cadet et junior. Vu son talent, il est promu au pallier senior en 1954 sous la présidence du feu Dr Bentami. Sa carrière professionnelle, c'était un peu la France (Orange) il a été rapatrié en Algérie pour effectuer son service national comme beaucoup d'algériens. Après des essais au sein de ce club, ils furent concluants au poste de libéro puis attaquant de fortune, il deviendra par la suite le buteur maison invétéré. Son retour au pays en 1959 coïncidera avec le gel de compétition et la suspension de toutes activités sportives décidées par le FLN, L'ISM l'autre club mostaganémois à dominante européenne fera appel à lui en 1961 et après autorisation accordée par feu Namoussi Ghali il y consacrera une saison d'autant plus qu'il était collecteur de fonds aux renseignements et liaison du glorieux front de libération. Ould Bey l'international jouera son premier match contre la Libye ,

## Palmarès
ES Mostaganem
- Coupe d'Algérie :
  - Finaliste : 1962-63 et 1964-65.